# Claudia Breger
Claudia Breger (* 1969) ist eine deutsche Literaturwissenschaftlerin.

## Leben
Sie promovierte 1996. Von 1997 bis 1998 war sie Postdoktorandin am Graduiertenkolleg Geschlechterdifferenz und Literatur und dann Habilitationsstipendiatin an der HU Berlin. Von 1999 bis 2002 war sie wissenschaftliche Mitarbeiterin an der Universität Paderborn. Seit 2002 war sie Asst. Professor of Germanic Studies an der Indiana University. Sie ist Professorin für Germanistik und Vergleichende Literaturwissenschaft an der Columbia University.
Ihr Forschungsschwerpunkt liegt auf der Kultur des 20. und 21. Jahrhunderts mit Schwerpunkten auf Film und Theater; Literatur-, Medien- und Kulturtheorie; und die Schnittstellen von Geschlecht, Sexualität und Rasse.

## Veröffentlichungen (Auswahl)
- Ortlosigkeit des Fremden. „Zigeunerinnen“ und „Zigeuner“ in der deutschsprachigen Literatur um 1800. Köln 1998.
- Szenarien kopfloser Herrschaft – Performanzen gespenstischer Macht. Königsfiguren in der deutschsprachigen Literatur und Kultur des 20. Jahrhunderts. Freiburg im Breisgau 2004.
- An Aesthetics of Narrative Performance: Transnational Theater, Literature and Film in Contemporary Germany. Columbus 2012.
- Nach dem Sex? Sexualwissenschaft und Affect Studies. Göttingen 2014.
- Making Worlds: Affect and Collectivity in Contemporary European Cinema. New York 2020.